# TVN Lingua
TVN Lingua – kanał telewizyjny Grupy TVN, poświęcony nauce języka angielskiego za pomocą telewizji. W ofercie stacji znajdowały się seriale, programy rozrywkowe i edukacyjne oraz teleturnieje interaktywne prowadzone w języku angielskim. Kanał zakończył emisję 15 lipca 2009. Stacja była kodowana i dostępna w ofercie telewizji n, Cyfra+ i TP oraz w niektórych sieciach kablowych.

## Logo
| 16 października 2006 – 15 lipca 2009 | Naszkicowane, pomarańczowe kółko z pomarańczowym napisem TVN. Obok, z prawej strony, również naszkicowany i pomarańczowy napis Lingua. | TVN Lingua |

## Programy TVN Lingua
- Therapidiom
- Na słówko
- W gorącej wodzie company
- Chatter Box
- Hit The Bank
- Zabawy z języczkiem
- Mission Possible
- Lesson With a Star
- Party To Learn
- Spikerzy z licencją na nauczanie
- Wordwise
- Everyday English
- Fly My Deer
- Slanguage
- Bobby the Snail
- Pupilek
- Vipas
- Underground
- Zoom
- Gabinet Figur Wioskowych

## Prezenterzy
- Jerzy Bralczyk (Na słówko)
- Agata Siadura (Wordwise)
- Albert Brown (Mission Possible)
- Phil Goss (Chatter Box, Slanguage, Therapidiom, Spikerzy z licencją na nauczanie, Bobby the Snail, Lesson with a Star)
- Anna Żak (Spikerzy z licencją na nauczanie, Zabawy z języczkiem)
- Bożena Ostrysz (Hit The Bank, „Chatter Box Pupilek)
- Karolina Chowaniec (Hit the bank)
- Ian Transue (Chatter Box, Hit the bank)
- Piotr Lato (Chatter Box [DE])
- Mariusz Sibiga (Spikerzy z licencją na nauczanie)
- Mike Dietrich (Everyday English)
- Patricia Kazadi (Everyday English)
- Rui Carlos de Jezus e Castro da Costa Ferreira (Party To Learn)
- Piotr „Kędzior” Kędzierski (Party to Learn) („Gabinet Figur Wioskowych”)